# 윔블던 효과
윔블던 효과(영어: Wimbledon Effect)란 외국자본이 국내시장을 지배하는 현상을 가리키는 경제 용어이다. 일본에서 처음 사용되기 시작한 것으로 알려진 이 용어는 영국의 금융시장에서 나타나는 현상을 윔블던 테니스 대회와 비교하여, 외국자본에 대한 시장개방이 가져오는 효과를 설명할 때 사용된다. 매년 런던에서 개최되는 윔블던 테니스 대회는 세계적으로 가장 권위있는 그랜드 슬램 테니스 대회로 인정 받지만, 정작 개최국인 영국의 선수들은 이 대회에서 매우 드물게 우승했다. 윔블던 효과는, 런던을 중심으로 한 영국의 금융산업이 1980년대 이래 매우 성공적인 성장을 보였지만 정작 영국의 금융 회사 중에서는 성공적인 회사가 거의 없었던 것을 윔블던 대회의 사례에 비유하여 설명하는 용어이다.

## 유래
1986년 마거릿 대처 정부가 단행한 대대적인 금융시장 규제완화(금융 빅뱅)는 런던을 중심으로 한 영국 금융산업이 전성기를 구가하는 계기가 되었다. 그러나 다른 한편으로는 외국자본의 증권사 소유를 허용함으로 인해 영국 증권사의 90% 이상이 미국의 투자 은행들을 필두로 한 외국자본에 의해 흡수·합병되어 영국 금융시장이 외국자본의 영향력 아래 놓이는 결과를 가져왔다. 이렇게 외국자본이 국내시장을 지배하게 되는 상황을 역시 영국에서 열리는 테니스 대회인 윔블던에서 나타나는 현상에 비유하여 표현하는 용어가 윔블던 효과이다.
영국의 윔블던 테니스 대회는 1877년 처음 시작되어 세계에서 가장 오랜 역사를 지닌 테니스 대회이며, 4대 그랜드 슬램 대회 중 하나이기도 하다. 그러나 오픈 시대 영국 출신 우승자는 앤 헤이든 존스, 버지니아 웨이드(이상 여자 단식), 조너선 머리(남자 복식), 앤디 머레이(남자 단식), 제레미 베이츠, 조 두리, 제이미 머리(이상 혼합 복식)로 매우 소수이다. 이러한 상황은 1980년대 영국이 금융시장 개방으로 겪었던 경험과 매우 유사한 것이었으며, 여기에서 윔블던 효과라는 말이 생겨나게 되었다.

## 성격
윔블던 효과가 반드시 부정적인 것만은 아니다. 영국은 1980년대 금융시장 개방으로 사실상 대부분의 자국 금융회사들이 미국과 유럽의 투자은행들에게 넘어가는 부정적인 현상도 겪었으나, 장기적으로는 시장개방 덕분에 세계 금융의 중심지로 자리매김하게 되었고, 국부의 3분의 1이 금융분야에서 창출될 정도로 금융산업이 크게 성장하였다. 이에 따라 윔블던 효과라는 용어는 시장개방이 가져오는 국제 경쟁력 향상 및 시장규모 확대라는 긍정적인 효과를 설명할 때나, 반대로 개방으로 인한 외국자본의 국내기업 소유 증가 및 시장 지배력 확대라는 부정적인 효과를 설명할 때 모두 사용된다. 특히, 시장개방의 부정적인 측면을 강조하는 시각은 오늘날 세계적으로 나타나고 있는 경제 민족주의와도 관련이 있다.
이 용어는 영국뿐만 아니라 일본의 시장상황에 대한 논의에서도 자주 사용되는데, 다른 국가들의 개방 수준과 비교했을 때 일본은 금융시장을 비롯한 국내 경제의 각 부문에 대해 사실상 비개방 정책을 펴고 있다.(2006년 기준) 또한 대한민국의 자본시장통합법 제정 이나, 인도의 업무 프로세스 아웃소싱 이 가져오는 효과에 대해 논의할 때도 흔히 거론된다.

## 같이 보기
- 윔블던 테니스 대회